# Norrtälje kyrka

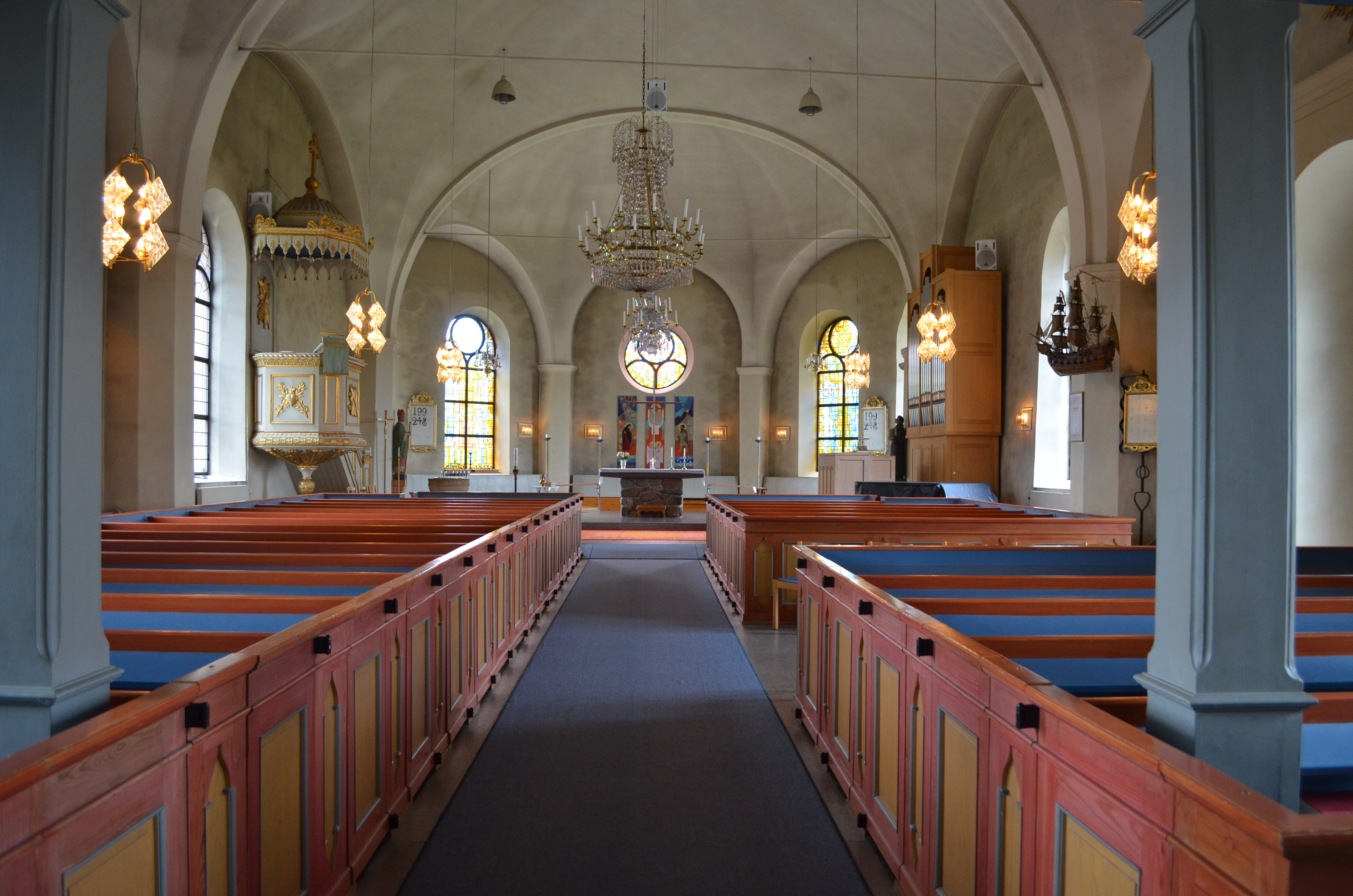
Norrtälje kyrkas kyrksal

Norrtälje kyrka är en kyrkobyggnad i Norrtälje. Kyrkan ligger centralt i Norrtälje och är församlingskyrka för Norrtälje-Malsta församling i Uppsala stift.

## Kyrkobyggnaden
Nuvarande kyrka är uppförd åren 1724–1726 och består av rektangulärt långhus med tresidigt kor i öster och ett åttakantigt torn i väster. Norr om koret finns en vidbyggd sakristia. Den putsade kyrkan är byggd av natursten, har rundbågiga fönster och täcks av ett skifferklätt mansardtak. Tornet kröns av en huv med lanternin och spira. Kyrkorummet nås från söder samt från väster via tornets bottenvåning.

### Föregående kyrka
Föregående kyrkobyggnad hette Mariakyrkan och uppfördes någon gång under första hälften av 1600-talet. Kyrkans exakta tillkomsttid kan inte fastställas då nästan all dokumentation tillsammans med kyrkan blev lågornas rov 19 augusti 1719. Större delen av Norrtälje brändes då ned av ryska trupper under rysshärjningarna.
När det gäller kyrkans tillkomst så vet man att en klockstapel färdigställdes 1634 och att arbetet med kyrkan då måste ha varit igång. Kyrkan fick sitt namn efter Maria Eleonora av Brandenburg som var drottning till Gustav II Adolf. Enligt en avbildning av Erik Dahlbergh var Mariakyrkan en korskyrka med absid i öster. Torn saknades och bredvid kyrkan fanns en stor klockstapel med öppen konstruktion. Troligen var kyrkan byggd av trä. Vissa uppgifter om Mariakyrkan finns i en bevarad kyrkoordning för Norrtälje kyrka, tillkommen före år 1700. Här bekräftas uppgiften att Mariakyrkan var en enskeppig korskyrka. I södra korsarmen fanns en ingång och i kyrkogårdsmuren, mitt för ingången, fanns en stiglucka. Södra korsarmen var fullt utnyttjad till bänkutrymme. I norra korsarmen var troligen sakristian inhyst och här fanns även bänkar. Enligt räkenskaperna sattes 1705 ett nytt kors upp på tornet och 1707 tillkom en ny huv.

### Nuvarande kyrkas tillkomst
1723 började man rådslå om att uppföra en ersättare till den nedbrunna Mariakyrkan och man beslöt att den nya kyrkan skulle vara byggd av sten. 1724 lades grunden på samma plats där Mariakyrkan tidigare hade stått och under början av 1725 restes väggarna. Året därpå förankrades väggarna, fönsterbågar anskaffades och taktegel levererades. Senhösten 1726 bedömdes kyrkan vara så pass färdig att den kunde invigas och vid jultiden samma år ägde invigningen rum. Kyrkobyggnaden hade från början en låg och oansenlig tornbyggnad. Vid södra sidan fanns ett vapenhus som revs 1855, och mitt emot vapenhuset låg sakristian. Ganska tidigt bedömdes taket vara i dåligt skick, men på grund av skral ekonomi fick ombyggnader senareläggas.

### Ombyggnader
En ombyggnad genomfördes 1772–1773 då nuvarande tresidiga kor tillkom, yttermurarna höjdes, valvpelare byggdes och nuvarande mansardtak tillkom. Arbetet inleddes av kyrkobyggare Anders Romberg men avstannade när pengarna tog slut. 1774 återupptogs arbetet och trävalv uppfördes på de nybyggda valvpelarna. Stadens snickerimästare Nils Dahlström byggde nytt altare, golv och bänkar i det nya koret. Samtidigt tillkom läktaren. 1854 uppfördes nuvarande åttakantiga kyrktorn efter ritningar av Johan Fredrik Åbom. 1899 revs sakristian och en ny uppfördes i anslutning till koret. Nuvarande fönsteröppningar tillkom vid en restaurering 1899, då medeltidsinspirerade schablonmålningar utfördes på väggar och i valv, öppna bänkar tillkom och hela inredningen målades i brunt.

### 1900-talets restaureringar
1940 företogs en genomgripande omdaning av interiören under ledning av arkitekt Erik Fant. Korets tre fönster murades igen, inredningen målades om och kyrkorummet fick åter slutna bänkar. Koret höjdes upp och belades med kalkstensplattor. 1968–1969 genomfördes en grundlig renovering under ledning av arkitekt Rolf Bergh. En nödvändig grundförstärkning genomfördes, då hela grunden frilades och cementmassa pressades in i fogarna. All puts på ytterväggarna avlägsnades och ersattes med ny. Man fick då tillfälle att noga studera kyrkans byggnadshistoria. Ett nytt yttertak byggdes med bärande järnkonstruktion. Utseendet var dock samma som tidigare och skifferbeklädnaden från 1940 återanvändes. Sakristian från 1899 revs och ersattes med en betydligt större byggnad. Norra och södra korfönstren togs upp igen. Östra korfönstret togs upp och omdanades till ett rundfönster. Alla fönster fick färgat glas och i koret tillkom glasmålningar efter kartonger av Randi Fischer. 1940 års slutna bänkinredning behölls men fick ny färgsättning. Predikstolen återfick sin ursprungliga färgsättning. I koret uppmurades ett nytt fristående altare.
Andra söndagen efter påsk 1969 återinvigdes kyrkan av ärkebiskop Ruben Josefson.

## Inventarier
- Nuvarande predikstol är byggd 1855. Tidigare predikstol var inköpt från Danvikens kyrka i Stockholm.
- Dopfunten av sten är huggen av Hjalmar Anjou efter ritningar av Erik Fant. Tillhörande dopfat av skrodad mässing är tillverkat av Hjalmar Anjou. Dopfunten flankeras av två votivskepp från 1700-talet.
- På norra väggen hänger gamla altartavlan som är utförd av Georg Engelhard Schröder. Tavlan skänktes till kyrkan av Ulrika Eleonora den yngre efter kyrkbranden 1719. Tavlans motiv är nattvarden och dess förebild är en målning av Peter Paul Rubens 1615.
- På södra långväggen hänger en oljemålning föreställande Jesu korsfästelse och vars förebild är Rubens målning "lansstöten". Tavlan skänktes till kyrkan 1809 av organisten Anders Malmborg.
- Nuvarande altare har en stomme av roslagsgranit och ovanpå denna vilar en altarskiva av öländsk sandsten. Altaret tillkom vid renoveringen 1968-1969.
- I tornet hänger två kyrkklockor med slagtonerna (från stora till lilla) e1 och fiss1. Stora klockan är gjuten år 1854 medan lilla klockan är osäkert när den är gjuten.

### Orgel
- Nuvarande orgel med 41 stämmor, tre manualer och pedal är byggd av Åkerman & Lund Orgelbyggeri. Elva stämmor från en tidigare orgel byggd 1872 av Åkerman & Lund finns i nuvarande orgelverk.

#### Diskografi
- Organ greetings : från orgeln i Norrtälje kyrka / Kjellgren, Mathias, orgel. CD. Nosag Records Nosag CD 110. 2006.

## Bildgalleri

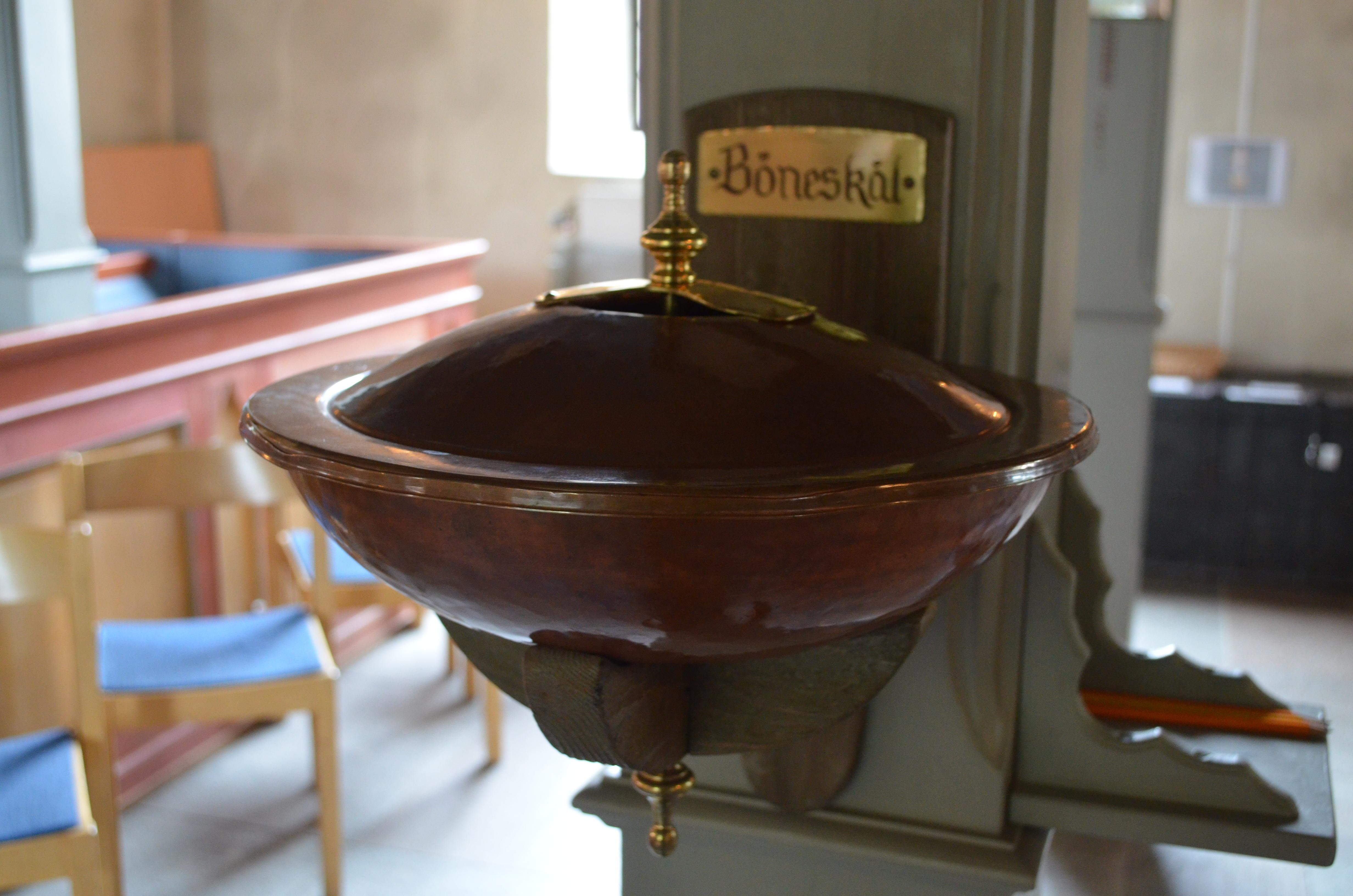
Norrtälje kyrkas Böneskål
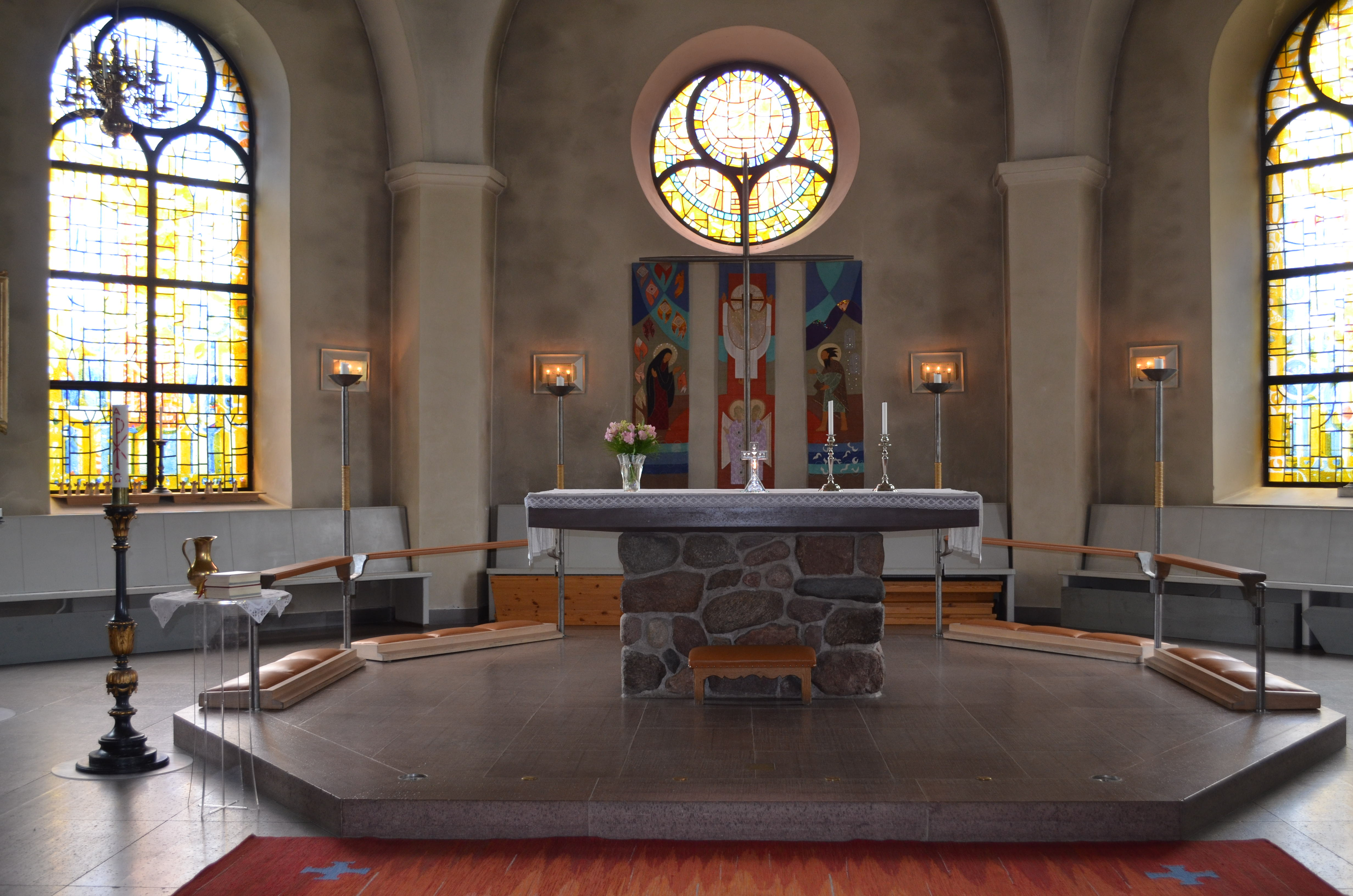
Norrtälje kyrkas altare
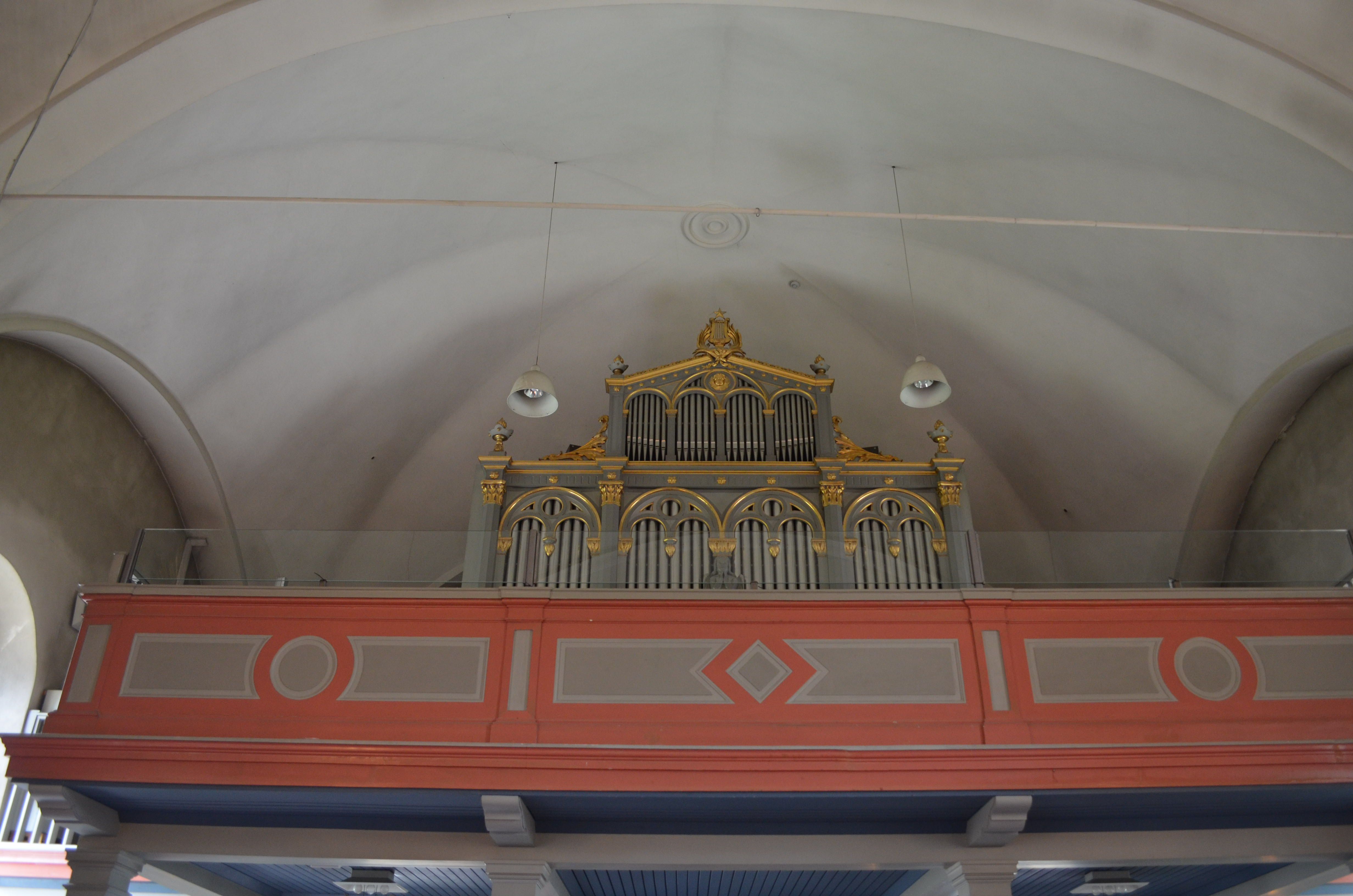
Norrtälje kyrkas kyrkorgel
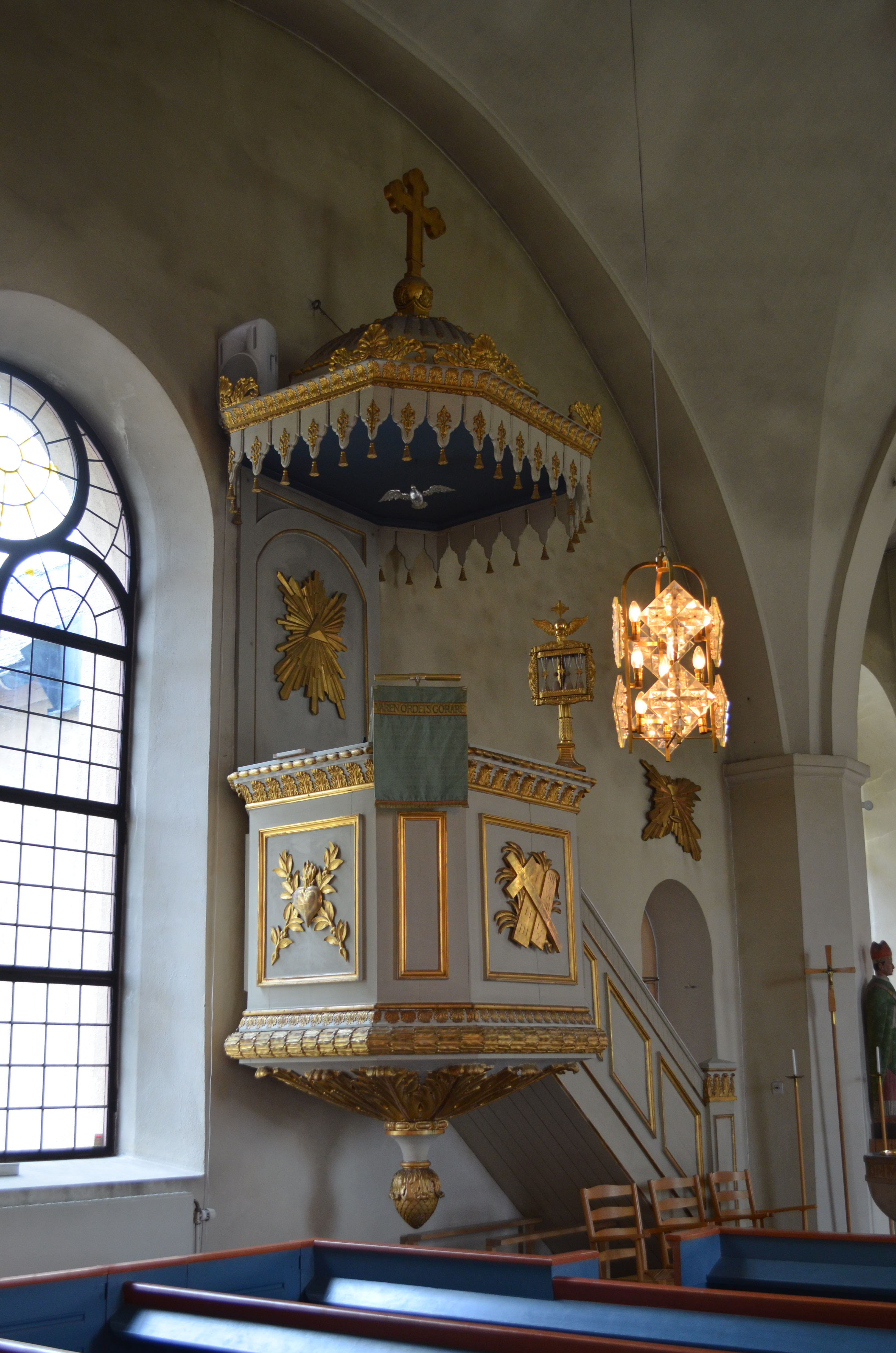
Norrtälje kyrkas predikstol
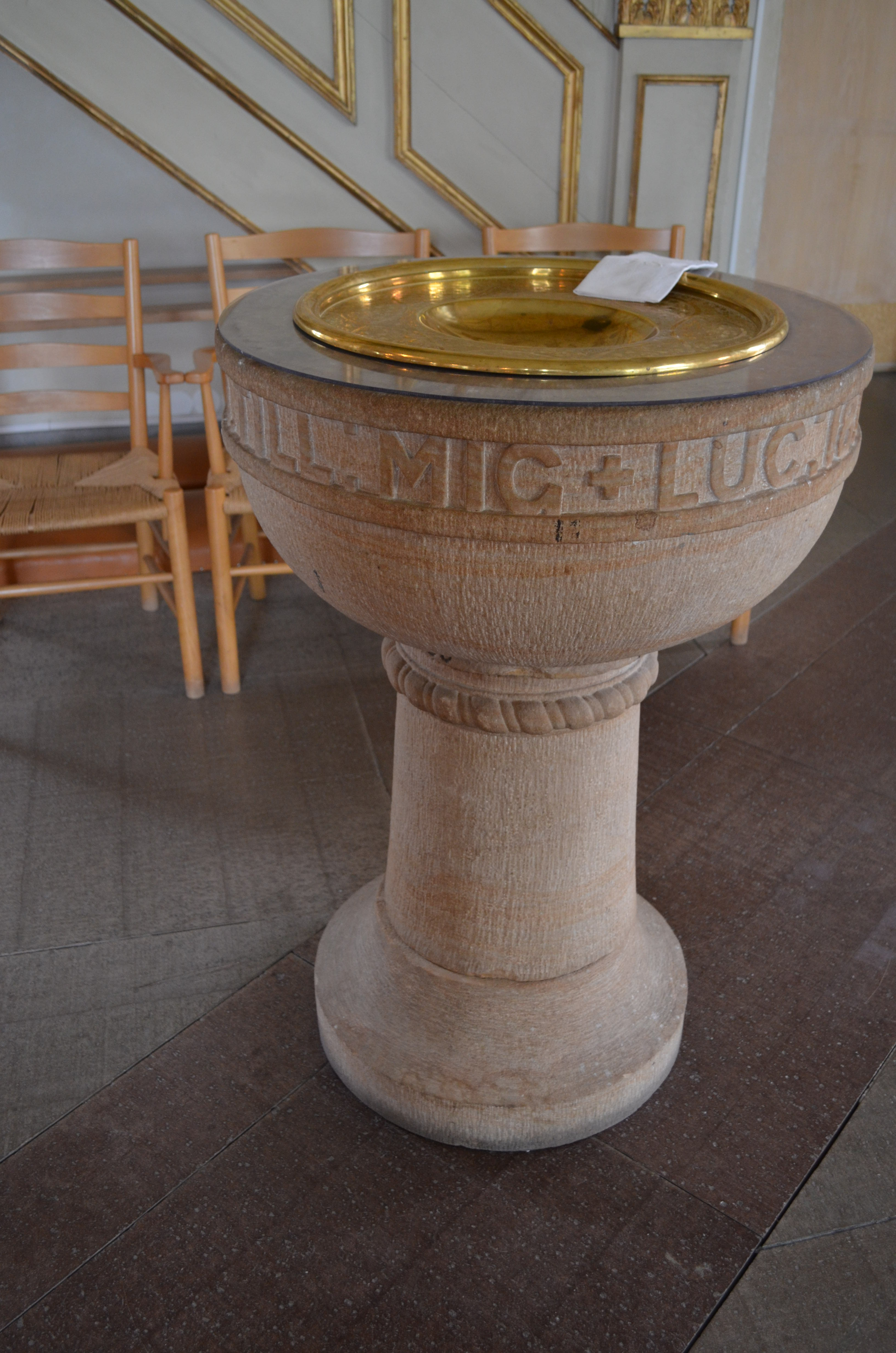
Norrtälje kyrkas dopfunt